# Ariel Cañete
Ariel A. Cañete (Santa Teresita, 7 februari 1975) is een golfprofessional uit Argentinië.

## Amateur

#### Gewonnen
- South American Cup in 1992, 1993 en 1994
- Center Open: 1993

#### Teams
- Eisenhower Trophy: 1994

## Professional
Cañete werd in 1995 professional. De eerste jaren speelde hij op de TPG Tour in Argentinië en op de Tour de las Americas. Hij speelde vanaf 2002 ook op de Europese Challenge Tour totdat hij eind 2005 via de Tourschool zijn kaart haalde voor de Europese Tour (ET). Eind 2006 stond hij op de 139ste plaats van de Europese Order of Merit, en verloor zijn speelrecht weer. Op de Challenge Tour in 2007 speelde hij twee toernooien voordat hij het Joburg Open speelde en won. Hij was de eerste Argentijn die ooit in Zuid-Afrika won. De overwinning gaf hem twee jaar speelrecht voor de Europese Tour, maar door een operatie aan zijn schouder heeft hij medisch uitstel en mag hij in 2010 ook spelen.
In 2008 kwalificeerde hij zich voor het Brits Open waar hij op de 39ste plaats eindigde.

### Gewonnen

#### TPG Tour
- 2002: Norpatagonico Open
- 2003: Córdoba Open, Center Open

#### Internationaal
- 2007: Joburg Open (ET/ST)